# Réginald Garrigou-Lagrange

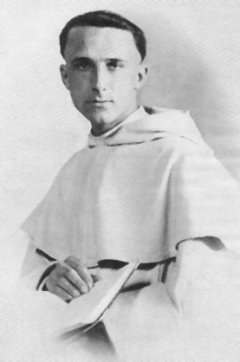
Réginald Garrigou-Lagrange (1900)

Réginald Garrigou-Lagrange O.P. (* 21. Februar 1877 in Auch (Département Gers, Frankreich) als Gontran Garrigou-Lagrange; † 15. Februar 1964 in Rom) war ein französischer Dominikaner.

## Leben
1902 wurde Garrigou-Lagrange, der bei seinem Ordenseintritt den Ordensnamen Reginaldus erhielt, zum Priester geweiht. Von 1909 bis 1960 war er als Professor für Fundamentaltheologie und Dogmatik an der römischen Hochschule der Dominikaner, dem Angelicum, tätig. 1917 gründete er den weltweit ersten Lehrstuhl für spirituelle Theologie.
Er gilt als der wichtigste Dominikanertheologe und Thomist aus der ersten Hälfte des 20. Jahrhunderts. Seine (ca. 800) in viele Sprachen übersetzten Studien zum Thomismus, zur Fundamentaltheologie und Mystik wirkten bahnbrechend. Der spätere Papst Johannes Paul II. verfasste seine Dissertation bei Professor Garrigou-Lagrange am Angelicum. In seinen Werken beschreibt er die sogenannte „eingegossene Beschauung“ als den Kern der mystischen Verbindung mit Gott: „Sie ist eine einfache und liebende Erkenntnis Gottes, nicht durch unsere persönliche, von der Gnade unterstützte Tätigkeit erreichbar, sondern sie fordert eine besondere, offenkundige Eingebung und Erleuchtung des heiligen Geistes.“Quellenbeleg fehlt!
Garrigou-Lagrange hatte auf Papst Pius XII. auch kirchenpolitisch großen Einfluss: Er versuchte den Einfluss theologischer Erneuerungsbewegungen wie der Nouvelle Théologie, die schließlich am Zweiten Vatikanischen Konzil zum Durchbruch kommen sollten, mit Hilfe päpstlicher Verbote zurückzudrängen. Als ähnlich problematisch werden seine Unterstützung der reaktionären Action française und der anti-jüdischen Politik des französischen Vichy-Regimes, das mit dem nationalsozialistischen Deutschland kollaborierte, gesehen.
In den USA gibt es Bestrebungen, Garrigou-Lagrange seligsprechen zu lassen.Quellenbeleg fehlt!

## Werke (Auswahl)
- De sanctificatione Sacerdotum secundum exigentias nostri temporis. Rom 1945 (in lateinischer Sprache).[3]
- Mystik und christliche Vollendung („Perfection chrétienne et contemplation selon S. Thomas d’Aquin et S. Jean de la Croix“). Verlag Nova & Vetera, Bonn 2004, ISBN 3-936741-01-8 (Nachdr. d. Ausg. Augsburg 1927).
- Der Sinn für das Geheimnis und das Hell-Dunkel des Geistes. Natur und Übernatur („Le sens du mystère et le clair-obscur intellectuel“). Verlag Vera & Vetera, Bonn 2004, ISBN 3-936741-02-6 (Nachdr. d. Ausg. Paderborn 1937).
- Des Christen Weg zu Gott. Aszetik und Mystik nach den drei Stufen des geistlichen Lebens („Les trois âges de la vie intérieure“). Luzern 1953 (2 Bde.).
- Die drei Bekehrungen und die drei Wege („Les trois conversions et les trois voies“). Herder, Freiburg/B. 1948 (übersetzt von Maria Birgitta zu Münster).
- Die Wendezeiten der Seele. In: Deutsche Thomas Gesellschaft (Hrsg.): Die Mystik des heiligen Thomas von Aquin. Verlag Nova & Vetera, Bonn 2007, ISBN 978-3-936741-26-1, S. 11–278 (Nachdr. d. Ausg. Vechta 1937).